# ウィンズ・オブ・チェンジ
ウィンズ・オブ・チェンジ（Winds of Change）は、イングランドのロック・バンドのアニマルズのリード・シンガーだったエリック・バードンがアメリカで結成したエリック・バードン&ジ・アニマルズの名義で、1967年に発表されたアルバム。

## 概要
1966年、アニマルズのメンバーはバードンとバリー・ジェンキンス（ドラムス）を残して脱退し、アニマルズは解散状態に陥った。
バードンはアメリカに渡り、1967年にジェンキンスとオーケストラをバックにアルバム『エリック・イズ・ヒア』を制作してエリック・バードン&ジ・アニマルズの名義で発表。その後、ヴィク・ブリッグス（ギター）、ダニー・マカロック（ベース）、ジョン・ウェイダー（エレクトロニック・ヴァイオリン）を迎えてエリック・バードン&ジ・アニマルズを結成して、本作を制作した。
```
アニマルズの
ブルース
・サウンドから大きく転換を図った、当時アメリカで勃興して世界的に栄華を極めた
サイケデリック・ムーヴメント
のカラーが濃く反映されている。
```

## 曲目
特記なき楽曲は、エリック・バードン、ヴィク・ブリッグス、ジョン・ウェイダー、バリー・ジェンキンス、ダニー・マカロック作。

### Side 1
1. ウィンズ・オブ・チェンジ "Winds of Change" 3:59
2. ポエム・バイ・ザ・シー "Poem by the Sea" 2:15
3. 黒くぬれ "Paint It Black" (Mick Jagger, Keith Richards) 5:57
4. ペスト "The Black Plague" 5:58
5. イエス・アイ・アム・エクスペリエンスト "Yes I Am Experienced" 3:38

### Side 2
1. サンフランシスコの夜 "San Franciscan Nights" 3:18
2. マン-ウーマン "Man - Woman" 5:29
3. ホテル・ヘル "Hotel Hell" 4:46
4. グッド・タイムス "Good Times" 2:58
5. エニシング "Anything" 3:19
6. イッツ・オール・ミート "It's All Meat" 2:01

## パーソネル
- エリック・バードン - ヴォーカル
- ヴィク・ブリッグス - ギター、ピアノ、編曲
- ジョン・ウェイダー - ギター、ヴァイオリン
- ダニー・マカロック - ベース
- バリー・ジェンキンス - ドラムス

### 追加人員
- キース・オルスン -「ダニー・マカロックが手首を骨折した後、いくつかのトラックに足を踏み入れてベースを担当した」 [2]